# António Pinto
Pour les articles homonymes, voir Antonio Pinto (homonymie) et Pinto.
António Coelho Pinto (22 mars 1966 à Vila Garcia, Amarante) est un coureur de longue distance portugais, vainqueur du marathon de Londres en 1992, 1997 et 2000.

## Biographie
Il est, jusqu'en 2017, le codétenteur (avec le Français Benoît Zwierzchiewski) du record européen du marathon dans le temps de 2 h 06 min 36 s.
Il remporte par ailleurs la finale du 10 000 m aux championnats d'Europe d'athlétisme 1998 à Budapest en Hongrie.

### Palmarès
| Date | Compétition                            | Lieu      | Résultat | Épreuve                  | Performance     |
| ---- | -------------------------------------- | --------- | -------- | ------------------------ | --------------- |
| 1988 | Jeux olympiques                        | Séoul     | 13e      | 10 000 m                 | 28 min 09 s 53  |
| 1994 | Championnats d'Europe de cross-country | Alnwick   | 8e       | Individuel               | 28 min 12 s     |
| 1994 | Championnats d'Europe de cross-country | Alnwick   | 1er      | Par équipes              | 20 pts          |
| 1996 | Jeux olympiques                        | Atlanta   | 14e      | Marathon                 | 2 h 16 min 41 s |
| 1998 | Championnats d'Europe                  | Budapest  | 1er      | 10 000 m                 | 27 min 48 s 62  |
| 1999 | Championnats du monde                  | Séville   | 5e       | 10 000 m                 | 28 min 03 s 42  |
| 2000 | Championnats du monde de cross-country | Vilamoura | 22e      | Cross long - Individuel  | 36 min 30 s     |
| 2000 | Championnats du monde de cross-country | Vilamoura | 3e       | Cross long - Par équipes | 69 pts          |
| 2000 | Jeux olympiques                        | Sydney    | 11e      | Marathon                 | 2 h 15 min 17 s |

### Records
| Épreuve       | Performance     | Lieu      | Date            |
| ------------- | --------------- | --------- | --------------- |
| 10 000 mètres | 27 min 12 s 47  | Stockholm | 30 juillet 1999 |
| Marathon      | 2 h 06 min 36 s | Londres   | 16 avril 2000   |